# サクセスネットワークス
株式会社サクセスネットワークスは、携帯電話向けを中心とした課金型コンテンツ事業を主な業務とするIT関連企業である。コンテンツ開発運営のノウハウを活かした、BtoBtoC型のソリューション事業も営む。

## 沿革
- 2007年（平成19年） - 株式会社サクセスのモバイル事業部門を分社化し、設立。
- 2010年（平成22年） - 株式会社ディー・エヌ・エーと資本提携。
- 2010年（平成22年） - 株式会社サクセスネットワークスから株式会社バタフライへ社名変更。
- 2010年（平成22年） - 東京都新宿区新宿6-27-56 新宿スクエアに本社移転。

## 主な事業内容
- 携帯電話向けを中心としたコンテンツの企画・開発・運営・受託。
- モバイルソリューションの提供。

## 主なサービス
モバイル
- スーパーライト☆サクセス
- 着ボイス
- 竜王戦△将棋道場
- モバ7